# Леблон, Шарль Филипп
Шарль Филипп Леблон (5 февраля 1910, Лилль, Франция — 10 апреля 2007, Монреаль, Канада) — канадский учёный, один из родоначальников современной клеточной биологии, основоположник авторадиографии.

## Биография
Ш. Ф. Леблон родился в Лилле, Франция, в 1910 году. Отец Шарля умер, когда ему было 10 лет, и его мать, Жанна (урождённая Демаршелье), вырастила его и трёх его братьев. Был блестящим студентом и поступил на медицину в Парижский университет. На первом курсе ему преподавали гистологию, и он был настолько ей заинтересован, что решил связать свою дальнейшую карьеру с этой сферой. В 1934 году Шарль Леблон получил степень доктора медицинских наук в Парижском университете. В его докторской диссертации описывалась гистохимическая локализация аскорбиновой кислоты, которая по его мнению преобладает в стероид-секретирующих клетках. В 1935 году Леблон приехал в Йельский университет, где он провёл ряд исследований. Именно здесь он встретил свою жену Гертруду Стерншус, на которой был женат 64 года.
	В 1937 году Шарль Леблон присоединился к Лаборатории Атомного синтеза в Париже, которая занималась приготовлением радиоактивных изотопов. 
	В Париже, под руководством Антуана Лакассаня, Леблон ввёл крысе 128I и обнаружил, что радиоактивная метка быстро накапливалась в щитовидной железе, предположительно в тиреоглобулине -  гормоне щитовидной железы. Чтобы локализовать эту метку более точно в ткани щитовидной железы, Шарль Леблон попытался разработать новый метод, который использовал фотоэмульсию для обнаружения радиоактивных молекул в гистологических срезах ткани. Этот метод, который в конечном счёте упоминался как «радиоавтография» или «авторадиография», впервые был использован Лакассанем в 1924 году для локализации радиоактивного полония в кишечной стенке.
	К сожалению, первая попытка Леблона использовать авторадиографию для щитовидной железы не удалась (изотоп радиоактивного йода имеет чрезвычайно короткий период полураспада (25 минут),  он настолько быстро распадался, что фоточувствительная эмульсия не успевала обнаружить радиоактивность).
	В 1940 году Гитлер вторгся во Францию. Чарльз служил врачом во французской армии в Касабланке, а его семья оставалась в Париже. В конце концов, его американская жена Гертруда, сын-младенец Филипп, мать и дедушка сбежали в США.
В 1941 году Шарль Леблон приехал со своей семьёй в Университет Макгилла в Монреале, где преподавал анатомию более шестидесяти лет. За это время у него родились двое сыновей и дочь. В последующие пять лет он также получил степень доктора философии в Университете Монреаля (1942) и степень доктора наук в Сорбонне (Париж) (1945).
Карьера Шарля Леблона продолжалась в третьем тысячелетии. На протяжении своей исследовательской деятельности он опубликовал более 430 научных статей, многие из которых до сих пор часто цитируются. Его последние две крупные обзорные публикации касались измерения времени в клеточной биологии, сначала в 1991, а затем в 1995.
Леблон продолжал посещать все еженедельные семинары в свои девяносто лет и неизбежно обращался ко всем докладчикам с острыми вопросами. Его жена Гертруда умерла в 2000 году. В возрасте 91 года он во второй раз женился на подруге детства Одетте из Лилля, с которой он и Гертруда часто общались на протяжении многих лет. Одетта скончалась в 2004 году в возрасте 94 лет. В последние годы жизни Леблон страдал от тремора, который затруднял почерк, и от приступов невралгии тройничного нерва. Однако это не помешало ему вести активный образ жизни. 10 апреля 2007 года Шарль умер в возрасте 97 лет, окружённый любовью и постоянным вниманием своих детей.

## Научные исследования

### Ранние исследования в университете Макгилла: разработка техники авторадиографии
В Университете Макгилла Леблон использовал недавно открытый радиоактивный изотоп йода 131I (период полураспада 8 дней) для повторения авторадиографического эксперимента на ткани щитовидной железы. Он плотно прижал стеклянный гистологический слайд с участком радиоактивной ткани к фотопластине (в темноте), и после достаточного времени экспозиции удалил пластину и обработал её для получения изображения серебряных зерен. Таким образом, можно было локализовать радиоактивность в пределах участка ткани. В этом методе разрешающая способность составляла менее 100 мкм, но тем не менее он мог локализовать радиоактивность к конкретным фолликулам щитовидной железы. Леблон показал, что все фолликулы, как с большими, так и с малыми эпителиальными клетками, включали метку.
Именно результаты этого исследования опровергли первую из нескольких концепций в отношении функционирования клеток и тканей в начале двадцатого века. Согласно этой первой концепции «изменения активности-покоя», все клетки проходят циклы клеточной активности, за которыми следуют периоды покоя, в течение которых эта активность прекращается.
	Было высказано предположение, что в ткани щитовидной железы только фолликулы с крупными клетками активно синтезируют тиреоглобулин, в то время как фолликулы с маленькими клетками отдыхают. Исследование Леблона предоставило первые доказательства, опровергающие эту концепцию, указывая на то, что йод непрерывно включается в недавно синтезированный тиреоглобулин во всех клетках.
	В 1946 году он вместе с Леонардом Белангером и Ритой Богорох продолжил поиски путей повышения разрешающей способности авторадиографической техники. Физик Пьер Демерс посоветовал им расплавить эмульсию, нанести её непосредственно на секции. Это привело к десятикратному улучшению разрешения. 
Впоследствии Шарль Леблон и его коллеги разработали методику, в которой гистологические слайды погружали непосредственно в жидкую эмульсию. Эта «техника покрытия» была позже усовершенствована Беатрикс Копривой, сотрудником Леблона, которая стала одним из лучших специалистов в этой области. В частности, она разработала полуавтоматический инструмент для нанесения покрытия, который позволил достичь постоянной толщины эмульсионного слоя (1966г). Это позволило количественно описать авторадиографические реакции путём подсчёта количества зерен серебра на единицу площади над активными гистологическими структурами.
Использование более тонких секций и эмульсионных покрытий привело к дальнейшему улучшению разрешения, а введение трития (3H) стало технической вехой. Тритий имеет низкую энергию β-излучения (в среднем 0,018 МэВ), следовательно имеет короткий пробег в эмульсии. Таким образом достигалось 100-кратное улучшение разрешения, и метод авторадиографии начал широко использоваться в клеточной биологии.

### Исследования по обороту клеток: открытие взрослойстволовой клетки
Следующие результаты авторадиографии, достигнутые в лаборатории Леблона с меченными прекурсорами ДНК, опровергнули вторую укоренившуюся концепцию «стабильности». Согласно этой концепции, все взрослые ткани считались статичными, с не делящимися клетками.
В 1946 году Шарль Леблон и Кэтрин Стивенс тщательно изучили тонкую кишку крыс, и результаты привели их к выводу, что все ворсистые эпителиальные клетки заменяются физиологически каждые два дня. Чтобы доказать свои доводы, Шарль и его коллеги использовали метод авторадиографии после введения прекурсоров ДНК, а именно [32P]фосфата вначале, [14C]аденина позже и [3H]тимидина, в конце.
Эти исследования показали, что существует постоянный динамический оборот эпителиальных клеток в тонком кишечнике. Последующие исследования показали сходный оборот в слоистом плоском эпителии как пищевода, так и толстой кишки. В тонком кишечнике было обнаружено, что стволовые клетки продуцируют каждый из четырёх типов эпителиальных клеток, а именно цилиндрические, слизистые, панетные и энтероэндокринные клетки. В других исследованиях Леблон заметил, что при пересадке частей тонкой кишки из одного участка в другой, например из тощей кишки в подвздошную, пересаженный эпителий вскоре приобретал гистологические особенности своего нового участка.
В мужском семенном эпителии морфологические и гистохимические исследования Леблона и Ива Клермона в начале 1950-х годов показали, как сперматогония приводит к образованию сперматоцитов, которые затем, в определённом цикле, дифференцируются в зрелые сперматозоиды,. Авторадиография [3Н]тимидина показала, что длительность этого цикла у крысы составляет около 12 дней.
Было показано, что для поддержания постоянной продукции сперматозоидов в течение жизни взрослого человека, семенной эпителий содержит популяцию стволовых клеток (сперматогоний), которые делятся для получения более дифференцированных клеток. Как отмечалось в семенной публикации Шарля Леблона «повторное появление в каждом цикле новой спящей клетки, которая действует как стволовая клетка сперматоцитов …, описывается как» Теория обновления стволовых клеток ". Эта статья являлась первой, в которой клетки, делящиеся во взрослом органе, были обозначены как "стволовые клетки ". Эта концепция синергизировалась с концепцией, предложенной независимо Тиллом и Маккаллохом в 1960—1963 годах, которые признали, что «регенерирующие узелки», временно присутствовавшие в селезёнке облучённых мышей, были получены из одной клетки и в конечном счёте определяли формы гемопоэтических стволовых клеток (Бейкер и соавторы, 1963).
Вышеуказанные исследования показали наличие взрослых стволовых клеток в «обновляющихся клеточных популяциях», характеризующихся непрерывным замещением клеток. Тем не менее Леблон и его коллеги также нашли доказательства наличия случайных взрослых стволовых клеток даже в тканях, которые почти полностью состоят из неделящихся клеток. Был сделан вывод, что мышечные клетки-сателлиты можно рассматривать как взрослые стволовые клетки в мышечных волокнах.
Ранние исследования Леблона и его коллег в 1958 году показали наличие ядер, меченных тимидином, в клетках субвентрикулярной зоны мозга взрослых мышей. В более поздних экспериментах с внутрижелудочковыми инъекциями [3H]тимидина в мозг молодых крыс, не наблюдалось мечения нейронов коры головного мозга, но меченые ядра были замечены в клетках субэпидемиального слоя.
Лабораторией Леблона были установлены критерии морфологической идентификации олигодендроцитов и астроцитов на электронно-микроскопическом уровне,, и эти новые авторадиографические исследования показали, что некоторые дочерние клетки субэпидемиальных клеток впоследствии становятся олигодендроцитами и астроцитами. Таким образом, было подтверждено наличие «стволовых клеток» во взрослом мозге.
Из исследований Леблона и его коллег был сделан вывод, что организм имеет три типа клеточных популяций:
1) «Обновление популяций клеток», в которых взрослые стволовые клетки являются существенной особенностью;
2) «Расширение популяций клеток», в которых существует небольшое количество взрослых стволовых клеток и создаются ядра скелетных волокон или глиальных клеток головного мозга;
3) «Популяции статических клеток», которые состоят из неделимых клеток и не включают взрослые стволовые клетки. Эти последние популяции имеют «стабильность», ранее приписываемую всем клеткам.

### Исследование по синтезу белка ирибонуклеиновой кислоты
Авторадиографические исследования Леблона и его коллег в 1950-х годах также оспаривали ещё одну установленную концепцию «специфичности», в которой постулировалось, что каждый тип клеток в организме имеет отчетливую уникальную функцию. Например, первоначально предполагалось, что только клетки печени и поджелудочной железы синтезировали белки.
Они использовали [14C]бикарбонат, а затем 35S-меченые аминокислоты, чтобы исследовать синтез белка. Было установлено, что практически все клетки в организме включали метку,, что привело к выводу, что все клетки непрерывно синтезируют белки. Это было одним из первых доказательств, которые заменили концепцию «специфичности» идеей о том, что большинство клеток полифункциональны.
Используя методы авторадиографии, Шарль Леблон также разрешил спор о клеточном сайте синтеза рибонуклеиновой кислоты. Используя радиомеченный цитидин в 40 типах клеток, он и его коллеги первыми продемонстрировали, что РНК непрерывно синтезируется в ядре, а затем мигрирует в цитоплазму,.
Авторадиографические исследования белков показали, что белки синтезируются почти во всех клетках, но не было признаков внутриклеточного сайта этого синтеза. Частично это было связано с низким уровнем разрешения, полученным с помощью меток14С и 35S, с их относительно высокими энергиями β-частиц. К 1963 году появились 3H-меченые аминокислоты, обеспечивающие лучшее разрешение.
Важным открытием в это время было применение авторадиографии к электронному микроскопу. Этот метод позволил точно локализовать меченые белки во внутриклеточных ячейках. Первоначальные исследования Каро (1961) и Каро и Палад (1961) показали, что через 15-20 минут после внутривенной инъекции [3H]лейцина, меченые белки были сконцентрированы в аппарате Гольджи ацинарных клеток поджелудочной железы. Последующие электронно-микроскопические исследования с использованием более коротких интервалов времени зафиксировали миграцию меченых белковых молекул из шероховатого эндоплазматического ретикулума в аппарат Гольджи. Такие результаты наблюдались в хондроцитах Ревеллом и Хайем (1963) и в ацинарных клетках поджелудочной железы Каро и Паладом (1964) в Институте Рокфеллера и Ван Хейнингене (1964) в отделении анатомии Макгилла. В фолликулярных клетках щитовидной железы Надлер и Леблон показали аналогичную миграцию меченых белковых молекул из грубого эндоплазматического ретикулума в аппарат Гольджи.

### Исследования роли аппарата Гольджи в гликозилировании
С помощью метода кислотного серебряного окрашивания в электронном микроскопе наблюдался градиент интенсивности окрашивания от цис- (незрелой) до транс- (зрелой) стороны аппарата Гольджи, что позволяет предположить добавление углеводных остатков к белкам в этом месте.
Для проверки этой гипотезы были проведены светомикроскопические, а затем электронно-микроскопические авторадиографические исследования Шарлем Леблоном и Мэрианой Нейтрой (урождённая Петерсон) между 1964 и 1966 годами, в ходе которых крысам вводили [3H]глюкозу или [3H]галактозу,,. Через 10 минут метка была заметно локализована на аппарате Гольджи кишечных бокаловидных клеток, что свидетельствует о том, что это клеточный участок добавления остатков сахара в углеводный синтез боковых цепочек слизистых гликопротеинов.
Это открытие оказало огромное влияние на научное сообщество, став первым доказательством функциональной роли аппарата Гольджи в синтетическом процессе.

## Педагогическая деятельность
В 1957—1974 годах Шарль Леблон возглавлял кафедру анатомии в Макгилле, и под его руководством кафедра стала одним из ведущих мировых исследовательских центров в области клеточной биологии и микроскопии.
Профессор Леблон был известен и с любовью вспоминается поколениями студентов-медиков, как превосходный учитель. Он обучил 120 аспирантов, в том числе длинный список докторов наук. На протяжении всего срока пребывания на посту председателя Леблон уделял особое внимание воспитанию коллегиальной и социальной атмосферы. Его жена и четверо детей часто встречали всех членов кафедры в его доме как для общественной, так и для научной деятельности. Также она регулярно сопровождала Шарля на научные встречи по всему миру. Возможно, отражая свой первоначальный интерес к кинематографу, Шарль любил рассказывать хорошие истории, и это было основой большей части его мастерства в преподавании—примером для всей кафедры.

## Почести и награды
В знак признания его достижений Шарль Леблон получил много почетных степеней и наград:

### Почетные степени
- 1972, Университет Акадии, почетный доктор
- 1982, Университет Макгилла, почетный доктор
- 1985, Университет Монреаля, почетный доктор
- 1986, Йоркский университет, почетный доктор
- 1988, Университет Шербрука, почетный доктор

### Премии и медали
- 1935, Prix Saintour от Французской академии
- 1961, Медаль Флавелла от Королевского общества Канады
- 1962, Медаль Лео Парисо от «Assoc. Canadienne Française pour l’Avancement des Sciences»,
- 1965, Международная награда Фонда Гейрднера,
- 1974, Премия Исаака Шура, Международная ассоциация стоматологических исследований
- 1978, Награда Генри Грея от Американской ассоциации анатомов,
- 1979, Награда Дж. Гранта от Канадской ассоциации анатомов,
- 1979 «Столетняя премия» от Американской ассоциации анатомов,
- 1982, медаль Уилсона от Американского общества клеточной биологии,
- 1983, Медаль Маклафлина, от Королевского общества Канады
- 1986, Награда Д.Гоэма от Королевского колледжа физиологии и хирургии Канады
- 1988, Медаль Джорджа Гомори от Историко-химического общества
- 1992, Премия Мари-Виктории, от правительства провинции Квебек,

### Другое
- 1951, член Королевского общества Канады
- 1965, член Лондонского королевского общества,
- 1970, почетный член Американской академия искусств и наук,
- 1988, член Королевского общества микроскопии (Великобритания)
- 1999, престижный компаньон Ордена Канады
- 2001, Великий офицер Национального ордена Квебека.

## Личные качества
Романтик со страстью к классике, Шарль был очарован языком. Одним из постоянных интересов было его стремление обеспечить использование правильного названия для технологии, которую он всю жизнь разрабатывал. В обзорной главе, написанной в 1987 году, озаглавленной «Радиоавтография: роль анатомов в разработке и применении технологии», он пишет:
Причины, по которым термин «радиоавтография» предпочтительнее «авторадиографии» для обнаружения радиоактивных элементов фотографической эмульсией, заключаются в следующем. Термин «авторадиография» представляет собой сложное слово, включающее термин «радиография». Этот термин определяется как изображение, создаваемое рентгеновским лучом, прошедшим через объект. Так как этот объект, например, кость, исследованная после перелома, находится между источником излучения и эмульсией, он кажется белым в эмульсии; то есть он рассматривается как негативный образ. Напротив, когда радиоактивные элементы видны в сечениях, исследуемый объект сам является источником излучения, которое влияет на эмульсию. Полученное таким образом чёрное изображение является фотографическим позитивом. Его можно назвать автографом, то есть «воспроизведением формы или контура чего-либо по впечатлению от самой вещи» (OxfordEnglishDictionary, 1975). Следовательно, автор назвал его первоначально «радиоактивным автографом». Позже, по совету редактора, он скрепил эти два слова в «радиоавтограф». Процедуру часто называют «авторадиографией», но «радиоавтография» — правильный термин.

## Интересные факты
Над своим столом Шарль держал часы, показывающие этапы спермиогенеза (развитие сперматозоидов в зрелые сперматозоиды), которые он разработал и опубликовал с Ив Клермонтом в начале 1950-х годов.
Фотография этих часов появилась в обзорной статье, опубликованной в 1965 году, «измерение времени в гистологии», которая была посланием президента Леблона к бриллиантовому юбилею Американской ассоциации анатомов. На лицевой стороне этих часов он изображает молодого сперматозоида, появляющегося в 13: 00, сперматозоида с головным убором в 17:00, а в полночь полноценную сперму, «рвущуюся вперед».
В одном из своих исследований Леблон применил периодическое пятно кислоты Шиффа, чтобы продемонстрировать углеводную природу элементов Гольджи, участвующих в образовании акросомы. С причудливым юмором Шарль принял фиолетовый цвет этого пятна, который он впервые начал использовать как свою личную марку в одежде, домашней обстановке и даже в имени своего загородного дома — Валь Мов.